# War Is the Answer
War Is the Answer es el segundo álbum de estudio de la banda estadounidense de heavy metal Five Finger Death Punch. Se lanzó comercialmente el 22 de septiembre de 2009 por Prospect Park Records. El álbum empezó en el puesto número 7 del Billboard 200, vendiendo aproximadamente 44 000 unidades en su primera semana. También fue el último álbum con el bajista Matt Snell, que sería despedido de la banda en 2010. War Is the Answer fue certificado para disco de oro en los Estados Unidos al vender alrededor de 569 000 unidades.

## Lista de canciones
| War Is the Answer |                                   |          |  |
| N.º               | Título                            | Duración |  |
| 1.                | «Dying Breed»                     | 2:54     |  |
| 2.                | «Hard to See»                     | 3:29     |  |
| 3.                | «Bulletproof»                     | 3:16     |  |
| 4.                | «No One Gets Left Behind»         | 3:23     |  |
| 5.                | «Crossing Over»                   | 2:54     |  |
| 6.                | «Burn It Down»                    | 3:33     |  |
| 7.                | «Far from Home»                   | 3:32     |  |
| 8.                | «Falling in Hate»                 | 3:00     |  |
| 9.                | «My Own Hell»                     | 3:35     |  |
| 10.               | «Walk Away»                       | 3:42     |  |
| 11.               | «Canto 34» (Instrumental)         | 4:09     |  |
| 12.               | «Bad Company» (Bad Company cover) | 4:22     |  |
| 13.               | «War Is the Answer»               | 3:18     |  |

iTunes deluxe edition

| iTunes Bonus Track |                    |          |  |
| N.º                | Título             | Duración |  |
| 14.                | «Walk Away» (Live) | 3:40     |  |

2-disc edition

| Deluxe Edition Bonus Tracks |            |          |  |
| N.º                         | Título     | Duración |  |
| 14.                         | «Succubus» | 3:09     |  |
| 15.                         | «Undone»   | 3:43     |  |

## Posicionamiento
| Lista (2009)          | Mejor posición |
| --------------------- | -------------- |
| Finnish Albums Chart  | 14             |
| US Billboard 200      | 7              |
| US Independent Albums | 5              |
| US Rock Albums        | 4              |
| US Hard Rock Albums   | 3              |

### Listas del término del año
| Lista (2010)     | Posición |
| ---------------- | -------- |
| US Billboard 200 | 152      |

## Sencillos
| Año                                                                                                 | Título                    | Mejor posición en listas | Mejor posición en listas | Mejor posición en listas | Mejor posición en listas |
| Año                                                                                                 | Título                    | US Alt.                  | US Main.                 | US Rock                  |                          |
| --------------------------------------------------------------------------------------------------- | ------------------------- | ------------------------ | ------------------------ | ------------------------ | ------------------------ |
| 2009                                                                                                | "Hard to See"             | 40                       | 8                        | 28                       |                          |
| 2009                                                                                                | «Walk Away»               | 31                       | 7                        | 21                       |                          |
| 2010                                                                                                | «Dying Breed»             | —                        | —                        | —                        |                          |
| 2010                                                                                                | «No One Gets Left Behind» | —                        | —                        | —                        |                          |
| 2010                                                                                                | «Bad Company»             | 26                       | 2                        | 8                        |                          |
| 2010                                                                                                | «Far from Home»           | 29                       | 4                        | 16                       |                          |
| "—" indica que su lanzamiento no obtuvo certificación en ventas, ni apareció en el posicionamiento. |                           |                          |                          |                          |                          |

- «Dying Breed» y «No One Gets Left Behind» solo estaban lanzado en el Reino Unido.[8][9]